# Jim Forrest
Jim Forrest (Glasgow, Escocia; 22 de septiembre de 1944 – 27 de septiembre de 2023) fue un futbolista escocés que jugó en la posición de delantero centro.

## Carrera

### Club
| Periodo   | Club                              |
| --------- | --------------------------------- |
| 1962–1967 | Rangers FC                        |
| 1967–1968 | Preston North End FC              |
| 1968–1973 | Aberdeen FC                       |
| 1973      | Cape Town City                    |
| 1974–1975 | Hong Kong Rangers FC              |
| 1975–1976 | San Antonio Thunder               |
| 1975      | → Hawick Royal Albert FC (cedido) |

### Selección nacional
Jugó para Escocia en cinco ocasiones de 1965 a 1971. También jugó en dos ocasiones con la selección sub-23.

## Logros

### Club
- Primera División de Escocia (2): 1962–63, 1963–64
- Copa de Escocia (4): 1962–63, 1963–64, 1965–66, 1969-70[6]
- Copa de la Liga de Escocia (2): 1963–64, 1964–65
- Hong Kong Senior Challenge Shield (1): 1974-75

### Individual
- Récord de goles en un partido de la Copa de la Liga de Escocia (5 ante Stirling Albion FC en agosto de 1966)[7]